# 雪晴
雪晴（1969年8月13日—2019年6月26日），原名陳少媚，香港著名漫畫家。1988年入職當時香港龍頭漫畫公司「玉郎集團」漫畫製作助理。隨後於年青人雜誌《Yes!》連載處女作《Match！》正式出道成為漫畫家，曾為多套電影、電視劇集、小說作漫畫改編。報章、雜誌及漫畫月刊亦有她的漫畫足跡，漫畫及繪本作品多達三十本。
作品當中，近年少女漫畫代表作則有《甲子園》、《星閃閃》等。而她的最新作品《快樂生活手帳本》系列屬溫馨惹笑繪本，內容則以她的生活感覺、飼養貓狗等小動物、以及她和家人之間的細膩感人趣事為主。在《快樂生活手帳本2》當中更加插最新少女漫畫《愛萌芽》連載。另她在作品《快樂生活手帳本》的同名部落格裡，除了上載《快樂生活手帳本》部份漫畫作品外，更以風趣幽默的漫畫手法向讀者推廣愛護和救助受虐貓狗的訊息。她所開設的網誌都曾被香港YAHOO和SINA分別評選為精選部落格，網誌深受各年齡層讀者歡迎。
2019年6月26日病逝。享年49歲。

## 作品列表
- 《Match!》：1 - 2，Yes!出版。
- 《天旋地戀》：同名電影改編漫畫版，故事編劇為阿寬和秦小珍、封面設計為馬富強，天下出版社出版。
- 《新同居關係》：1 ，原著為梁望峰同名小說，後來無綫電視拍攝同名劇集後改編漫畫版，天下出版社出版。
- 《初戀無限次》：1 - 2，原著為李敏，壹出版社出版。
- 《太陽溶化了他那雙蠟造的翅膀》：同名小說改編漫畫版，原著為李敏，壹出版出版。
- 《精靈少女魔法鼠》：1，天下出版社出版。
- 《J-LOVE暫取戀愛》：1 - 2，故事編劇為阿寬，天下出版社出版。
- 《My Network Girl》：1，故事編劇為古域，Yes!出版。
- 《赤沙印記@四葉草.2》：無綫電視劇集、小說同名改編漫畫版，監製為梁芷珊，花千樹出版。
- 《盲點湖》：故事編劇為李贄，Yes!出版。
- 《星閃閃》：1 - 4，故事編劇為李贄，Yes!出版。
- 《甲子園》：1 - 3，故事編劇為李贄，Yes!出版。
- 《甲子園後傳》：1 ﹣2，故事編劇為李贄，MAGALINK出版。
- 《快樂生活手帳本》：1﹣4，圖／文：雪晴，快樂文族出版。
- 《Kiss2雙生兒》：2008年3月起於Comic Fans連載。
- 《超模糖》：2009年8月起於Comic Fans連載。
- 《G.E.M.COMICS～完美攻略～》：2010年5月起於Comic Fans連載。
- 《G.E.M.COMICS～秘密之城～》:
- 《戀愛假動作Love Lesson》：2011年10月起於Comic Fans連載。
- 《SweetCream99%》：
- 《我和天師有個約會》：2015年11月起於漫本連載，2017年完結。

## 外部連結
- 快樂生活手帳本＠雪晴網綕 （页面存档备份，存于）
- 雪晴Facebook
- 雪晴Facebook專頁